# Rola Co
Rola Co (kinesiska: Ruola Cuo, 若拉错) är en sjö i Kina. Den ligger i den autonoma regionen Tibet, i den sydvästra delen av landet, omkring 690 kilometer norr om regionhuvudstaden Lhasa. Rola Co ligger 4 815 meter över havet. Arean är 65 kvadratkilometer. Trakten runt Rola Co består i huvudsak av gräsmarker. Den sträcker sig 9,2 kilometer i nord-sydlig riktning, och 11,1 kilometer i öst-västlig riktning.
Genomsnittlig årsnederbörd är 223 millimeter. Den regnigaste månaden är juli, med i genomsnitt 54 mm nederbörd, och den torraste är december, med 1 mm nederbörd.